# Metrioidea blakeae
Metrioidea blakeae es una especie de insecto coleóptero de la familia Chrysomelidae.
Fue descrita científicamente en 1965 por Wilcox.